# Nordisk råds litteraturpris
Il Nordisk råds litteraturpris (Premio letterario del Consiglio nordico, conosciuto anche con la traduzione inglese Nordic Council Literature Prize) è un prestigioso premio letterario scandinavo assegnato a scrittori di provenienza scandinava di alto livello artistico e letterario. Istituito nel 1962 in Danimarca, il premio consiste in 350.000 corone danesi: possono vincere romanzi, raccolte poetiche, saggi, opere teatrali in tutte le lingue scandinave, se principali - ovvero Danese, Svedese e Norvegese - pubblicate anche a due anni di distanza, se secondarie - come ad esempio le lingue sami (tuttavia, per queste ultime è previsto un riconoscimento secondario). L'intento del premio è far sì che si conoscano, l'un l'altra, le principali Letterature nordiche.
Ad assegnare il premio sono i rappresentanti del Consiglio nordico, provenienti da ciascuno dei cinque paesi membri principali - Svezia, Norvegia, Finlandia, Danimarca e Islanda - ed esperti della Letteratura locale e limitrofa. Altri possono essere consultati, provenienti dalle Isole Åland, dalle Fær Øer, dalla Groenlandia o dalle zone di lingua sami.

## Vincitori
- 1962: Eyvind Johnson ( Svezia) – Il tempo di sua grazia (Hans nådes tid, in svedese)
- 1963: Väinö Linna ( Finlandia) – Täällä Pohjantähden alla, volume terzo (in finlandese)
- 1964: Tarjei Vesaas ( Norvegia) – Il castello di ghiaccio (Is-slottet, in norvegese)
- 1965: 
  - William Heinesen ( Fær Øer) – Det gode Håb (in danese)
  - Olof Lagercrantz ( Svezia) – Från helvetet till paradiset (in svedese)
- 1966: Gunnar Ekelöf ( Svezia) – Diwan över Fursten av Emgión (in svedese)
- 1967: Tarjei Vesaas ( Norvegia) – Nye noveller (in norvegese)
- 1968: Per Olof Sundman ( Svezia) – Il viaggio in pallone dell'ingegnere Andrée (Ingenjör Andrées luftfärd, in svedese)
- 1969: Per Olov Enquist ( Svezia) – Legionärerna (in svedese)
- 1970: Klaus Rifbjerg ( Danimarca) – Anna, io, Anna (Anna, jeg, Anna, in danese)
- 1971: Thorkild Hansen ( Danimarca) – La costa degli schiavi, Le navi degli schiavi e Le isole degli schiavi (Slavernes kyst, Slavernes skibe e Slavernes øer, in danese)
- 1972: Karl Vennberg ( Svezia) – Sju ord på tunnelbanan (in svedese)
- 1973: Väinö Linna ( Finlandia) – Kersantin poika (in finlandese)
- 1974: Villy Sørensen ( Danimarca) – Uden mål – og med (in danese)
- 1975: Hannu Salama ( Finlandia) – Siinä näkijä missä tekijä (in finlandese)
- 1976: Ólafur Jóhann Sigurðsson ( Islanda) – Að laufferjum e Að brunnum (in islandese)
- 1977: Bo Carpelan ( Finlandia) – I de mörka rummen, i de ljusa (in svedese)
- 1978: Kjartan Fløgstad ( Norvegia) – Dalen Portland (in norvegese)
- 1979: Ivar Lo-Johansson ( Svezia) – Pubertet (in svedese)
- 1980: Sara Lidman ( Svezia) – Vredens barn (in svedese)
- 1981: Snorri Hjartarson ( Islanda) – Hauströkkrið yfir mér (in islandese)
- 1982: Sven Delblanc ( Svezia) – Samuels bok (in svedese)
- 1983: Peter Seeberg ( Danimarca) – Om fjorten dage (in danese)
- 1984: Göran Tunström ( Svezia) – L'oratorio di Natale (Juloratoriet, in svedese)
- 1985: Antti Tuuri ( Finlandia) – Pohjanmaa (in finlandese)
- 1986: Rói Patursson ( Fær Øer) – Líkasum (in faroese)
- 1987: Herbjørg Wassmo ( Norvegia) – Hudløs himmel (in norvegese)
- 1988: Thor Vilhjálmsson ( Islanda) – Il muschio grigio arde (Grámosinn glóir, in islandese)
- 1989: Dag Solstad ( Norvegia) – Roman 1987 (in norvegese)
- 1990: Tomas Tranströmer ( Svezia) – För levande och döda (in svedese)
- 1991: Nils-Aslak Valkeapää ( Finlandia) – Beaivi, áhčážan (in sami)
- 1992: Fríða Á. Sigurðardóttir ( Islanda) – Meðan nóttin líður (in islandese)
- 1993: Peer Hultberg ( Danimarca) – Byen og verden (in danese)
- 1994: Kerstin Ekman ( Svezia) – Il buio scese sull'acqua (Händelser vid vatten, in svedese)
- 1995: Einar Már Guðmundsson ( Islanda) – Angeli dell'universo (Englar alheimsins, in islandese)
- 1996: Øystein Lønn ( Norvegia) – Hva skal vi gjøre i dag og andre noveller (in norvegese)
- 1997: Dorrit Willumsen ( Danimarca) – Bang. En roman om Herman Bang (in danese)
- 1998: Tua Forsström ( Finlandia) – Efter att ha tillbringat en natt bland hästar (in svedese)
- 1999: Pia Tafdrup ( Danimarca) – Dronningeporten (in danese)
- 2000: Henrik Nordbrandt ( Danimarca) – Drømmebroer (in danese)
- 2001: Jan Kjærstad ( Norvegia) – Oppdageren (in norvegese)
- 2002: Lars Saabye Christensen ( Danimarca) – Il fratellastro (Halvbroren, in norvegese)
- 2003: Eva Ström ( Svezia) – Revbensstäderna (in svedese)
- 2004: Kari Hotakainen ( Finlandia) – Via dalla Trincea (Juoksuhaudantie, in finlandese)
- 2005: Sjón ( Islanda) – La volpe azzurra (Skugga-Baldur, in islandese)
- 2006: Göran Sonnevi ( Svezia) – Oceanen (in svedese)
- 2007: Sara Stridsberg ( Svezia) – Drömfakulteten (in svedese)
- 2008: Naja Marie Aidt ( Danimarca) – Bavian (in danese)
- 2009: Per Petterson ( Norvegia) – Maledico lo scorrere del tempo (Jeg forbanner tidens elv, in norvegese)
- 2010: Sofi Oksanen ( Finlandia) – La purga (Puhdistus, in finlandese)
- 2011: Gyrðir Elíasson ( Islanda) – Milli trjánna (in islandese)
- 2012: Merethe Lindstrøm ( Norvegia) – Dager i stillhetens historie (in norvegese)
- 2013: Kim Leine ( Danimarca) – Il fiordo dell'eternità (Profeterne i Evighedsfjorden, in danese)
- 2014: Kjell Westö ( Finlandia) – Miraggio 1938 (Hägring 38, in svedese)
- 2015: Jon Fosse ( Norvegia) – Insonni, Olavs draumar e Kveldsvævd (Andvake, Olavs draumar e Kveldsvævd, in norvegese)
- 2016: Katarina Frostenson ( Svezia) – Sånger och formler (in svedese)
- 2017: Kirsten Thorup ( Danimarca) – Erindring om kærligheden (in danese)
- 2018: Auður Ava Ólafsdóttir ( Islanda) – Hotel Silence (Ör, in islandese)
- 2019: Jonas Eika ( Danimarca) – Efter Solen (in danese)
- 2020: Monika Fagerholm ( Finlandia) – Vem dödade bambi? (in svedese)
- 2021: Niviaq Korneliussen ( Groenlandia) – Naasuliardarpi (in groenlandese)
- 2022[2]: Solvej Balle ( Danimarca) – Il volume del tempo (Om udregning af rumfang I, II och III, in danese)
- 2023[3]: Joanna Rubin Dranger ( Svezia) – Ihågkom oss till liv (in svedese)
- 2024[4]: Niels Fredrik Dahl ( Norvegia) – Fars rygg (in norvegese)

### Notabili per Paese

#### Danimarca
Sebbene il premio sia assegnato in Danimarca, il primo vincitore danese, Klaus Rifbjerg, si è avuto solo nel 1970 - a otto anni dal primo. Tuttavia, già l'anno dopo ci fu il secondo, Thorkild Hansen: è l'unico caso di due vincitori connazionali che si sono succeduti nell'arco di un anno.
Nel 1999 Pia Tafdrup è stata la prima vincitrice danese.

#### Finlandia
Väinö Linna è stato il secondo vincitore cronologico, nel 1963, e il primo vincitore finlandese. Il secondo, Veijo Meri, avrebbe poi vinto solo dieci anni dopo, nel 1973, seguito però quasi subito - solo due anni dopo (1975) - dal terzo, Hannu Salama e - ancora due anni dopo (1977) - dal quarto, Bo Carpelan. Carpelan è stato il primo poeta finlandese ad essere premiato.
Nel 1985 Antti Tuuri è stato il quinto vincitore, ma il sesto, Tua Forsström - la prima donna finlandese e la prima vincitrice donna in assoluto -, si è avuto solo nel 1998. La seconda donna finlandese a vincere è stata Sofi Oksanen, nel 2010.

#### Groenlandia
Nel 2021 Niviaq Korneliussen è diventata la prima scrittrice groenlandese a ricevere l'ambito riconoscimento per il romanzo Naasuliardarpi.

#### Islanda
Il primo vincitore islandese si è avuto 14 anni dopo l'istituzione del premio, nel 1976: è stato lo scrittore Ólafur Jóhann Sigurðsson. Cinque anni dopo, nel 1981, si è avuto il secondo, Snorri Hjartarson. Thor Vilhjálmsson, il terzo, vinse nel 1988. Altri vincitori notevoli sono stati Einar Már Guðmundsson nel 1995 e, nel 2005, Sjón - che è forse oggi il più noto di questi.

#### Isole Fær Øer
Nel 1965 il grande William Heinesen fu insignito del premio in ex aequo con lo svedese Olof Lagercrantz: è stato il primo vincitore delle Isole Fær Øer. Il secondo - e, ad oggi (2013), ultimo vincitore è stato il meno noto Rói Patursson.

#### Norvegia

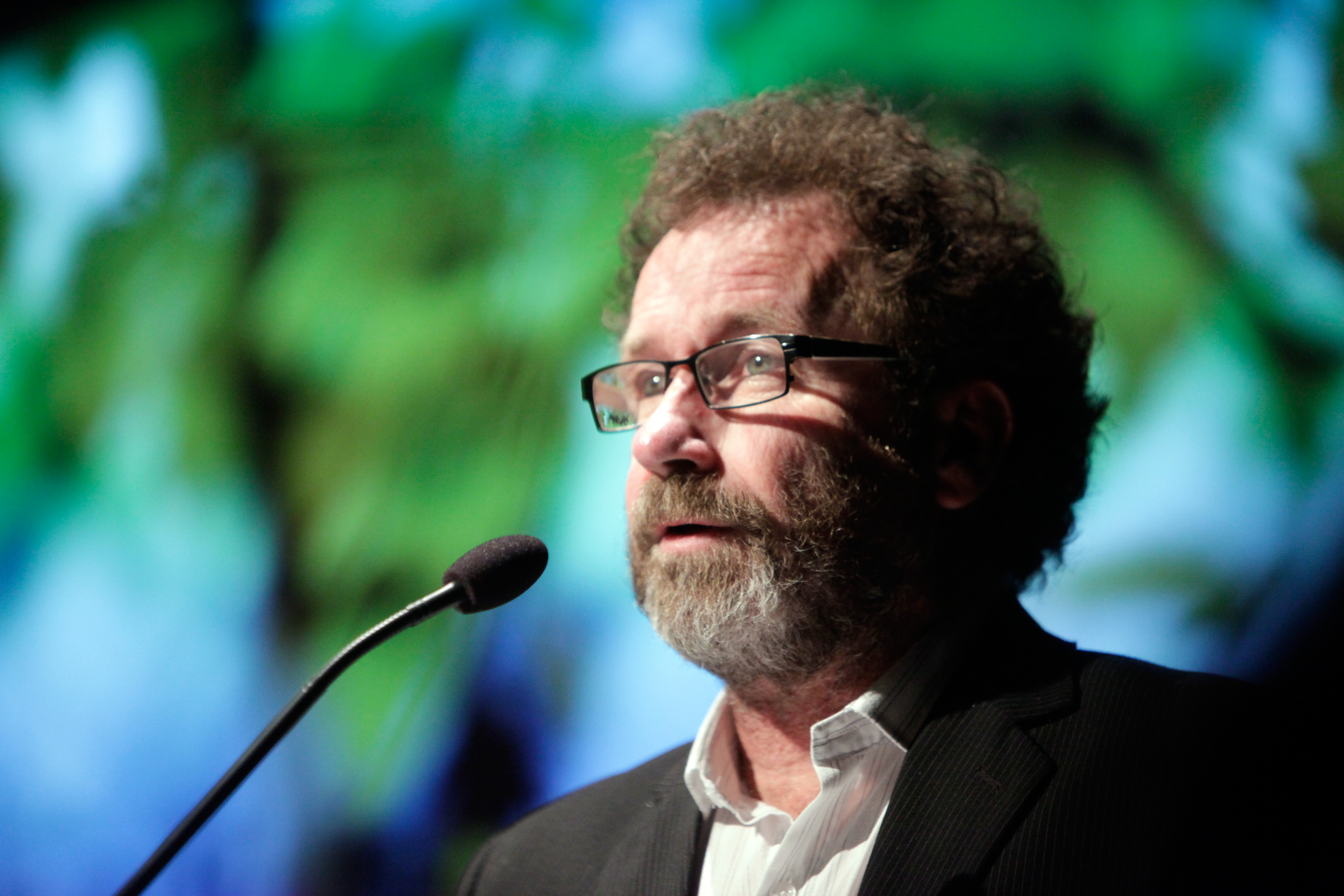
Petterson riceve il Nordisk råds litteraturpris a Stoccolma nel 2009

Il terzo vincitore cronologico è stato il primo vincitore norvegese, Tarjei Vesaas, seguito, a distanza di tre anni, dal secondo, Johan Borgen. Dopo 12 anni, si è avuto il terzo, Kjartan Fløgstad e, dopo altri nove, il quarto Herbjørg Wassmo, seguito però, a soli due anni, dal quinto Dag Solstad.
Per Petterson, vincitore nel 2009, ha poi raggiunto, grazie al premio, il successo internazionale.
Merethe Lindstrøm, vincitrice nel 2012, è stata la prima scrittrice norvegese a vincere.

#### Sami
Nils-Aslak Valkeapää, vincitore nel 1991, è ad oggi (2016) l'unico vincitore di provenienza sami.

#### Svezia
Il primo vincitore assoluto è stato, nel 1962, lo svedese Eyvind Johnson - poi vincitore del premio Nobel nel 1974. Nei primi dieci anni di vita del premio (1962-72) sono stati premiati ben sei autori svedesi: il già citato Johnson, Olof Lagercrantz, Gunnar Ekelöf, Per Olof Sundman, Per Olov Enquist - che, di questi, è quello che avrebbe poi vinto di più, anche a livello internazionale - e Karl Vennberg. Nella seconda decade (1972-82), però, i vincitori svedesi sono stati soltanto due: Ivar Lo-Johansson e Sven Delblanc.
Il grande poeta Tomas Tranströmer - che, con Johnson, è l'unico vincitore poi insignito anche del premio Nobel - ha vinto nel 1990, anche lui ben prima di ricevere il Nobel.

### Statistiche
Aggiornate al 2023
| Paese       | Numero di vincitori |
| ----------- | ------------------- |
| Svezia      | 16                  |
| Finlandia   | 11                  |
| Norvegia    | 11                  |
| Danimarca   | 10                  |
| Islanda     | 8                   |
| Fær Øer     | 2                   |
| Groenlandia | 1                   |

È capitato che venissero premiati degli autori per un'opera scritta nella lingua nazionale di un altro Paese. Ciò è successo quattro volte con la Finlandia (1977, 1998, 2014 e 2020) e in un'occasione con le isole Fær Øer (1965). Caso particolare è stato quello del finlandese Nils-Aslak Valkeapää, che nel 1991 ha vinto con una raccolta di poesia nella lingua del suo popolo, il sami.
| Lingua       | Numero di vincitori |
| ------------ | ------------------- |
| svedese      | 21                  |
| danese       | 14                  |
| norvegese    | 11                  |
| islandese    | 8                   |
| finlandese   | 6                   |
| faroese      | 1                   |
| groenlandese | 1                   |
| sami         | 1                   |